# Mindelo (corveta)
A Mindelo foi uma corveta mista (vela/vapor) da Armada Real Portuguesa. 

## História

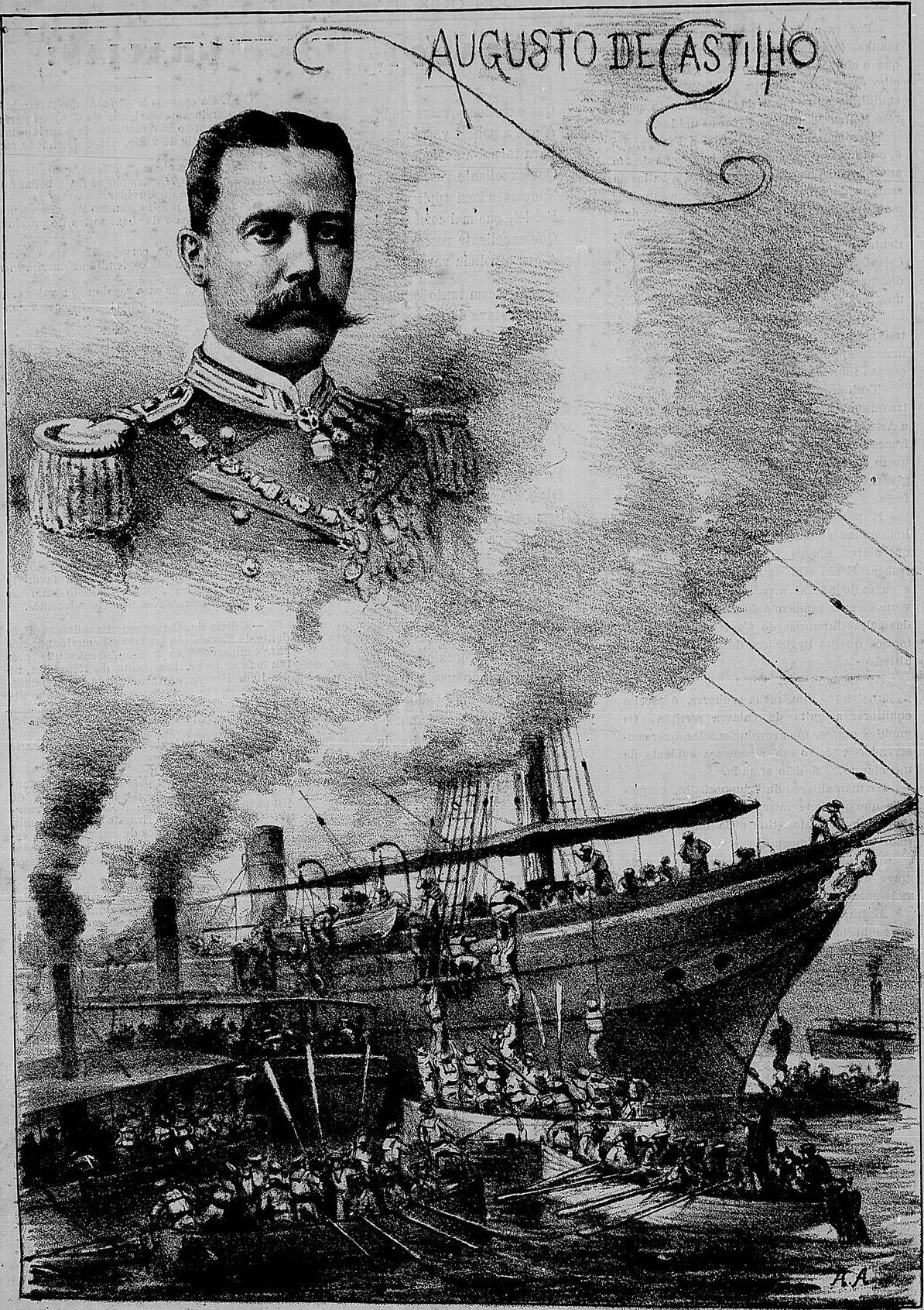
O capitão de fragata Augusto de Castilho, comandante da corveta portuguesa Mindello, e o episódio do asilo concedido aos insurgentes brasileiros da Revolta da Armada, que assim ficaram salvos da morte em 13 de março de 1894 - no porto do Rio de Janeiro.

A corveta foi construída em Inglaterra em 1876 pelos estaleiros Thames Iron Works. Em 1894 deu asilo aos revoltosos brasileiros chefiados pelo almirante Saldanha da Gama no Rio de Janeiro.